# Арсангалиев, Ислам Абдулаевич
Исла́м Абдулаевич Арсангали́ев (1974 год, Чимкент, Казахская ССР, СССР — 2011 год) — советский и российский боксёр чеченского происхождения, чемпион России и мира среди молодёжи, бронзовый призёр Кубка мира, мастер спорта России международного класса.
Родился в 1974 году в Чимкенте. В 1987 году начал заниматься боксом. Его тренерами были Ваха Салиев и Хамзат Джабраилов. Выступал в категориях от 71 до 81 кг. Скончался в 2011 году.

## Результаты выступлений
- Кубок СССР среди молодежи (Старый Оскол, 1990) — ;
- Первенство мира среди юниоров (Монреаль, 3.10.1992) — ;
- Международный турнир (Италия, 1993) — ;
- Чемпионат России среди молодёжи (Каспийск, 1994) — ;
- Кубок Мира (Бангкок, 1994) — ;